# みよし市立中部小学校
みよし市立中部小学校（みよししりつ ちゅうぶしょうがっこう）は、愛知県みよし市三好町にある公立小学校。みよし市域で最も早く開校した小学校である。

## 沿革
- 1873年（明治6年） - 第2大学区第9中学区第39番小学三好学校として創立。
- 1879年（明治12年） - 西加茂郡第7番小学三好学校と校名変更。
- 1887年（明治20年） - 尋常小学三好学校と校名変更。
- 1890年（明治23年） - 三好村立尋常小学三好学校と校名変更。
- 1901年（明治34年） - 三好村立三好尋常高等小学校と校名変更。
- 1907年（明治40年） - 三好村立第一尋常高等小学校と校名変更。
- 1941年（昭和16年） - 三好村第一国民学校と校名変更。
- 1947年（昭和22年） - 三好村立中部小学校と校名変更。
- 1958年（昭和33年） - 三好町立中部小学校と校名変更。
- 1973年（昭和48年） - 三好町立天王小学校を分離。
- 1980年（昭和55年） - 三好町立三吉小学校を分離。
- 2010年（平成22年）1月4日 - 三好町の市制施行により、みよし市立中部小学校と校名変更。

## 卒業後の進路
公立中学校に進学する場合の進学先はみよし市立三好中学校である。

## 周辺
- 満福寺（三好稲荷）
- みよし市役所
- みよし市図書館学習交流プラザ「サンライブ」
  - みよし市立中央図書館
- みよし市立歴史民俗資料館
- みよし市立三好中学校
- 愛知県道54号豊田知立線
- 愛知県道218号和合豊田線

## 著名な出身者
- 長野美郷（タレント、フリーアナウンサー）